# Lahouari Godih
Lahouari Godih  (en arabe : هواري قديح), parfois orthographié Lahouari Goudih ou Hedj Lahouari Godih, est un boxeur et homme politique ⁣⁣algérien⁣⁣, né le 29 avril 1929 à Oran (Algérie), et mort le 27 mai 2023 à New York (États-Unis), son corps a été rapatrié vers sa ville natale Oran le 1er juin 2023. Il a été également un membre du Front de libération national (FLN) à partir de 1956 et a travaillé au sein de la mission algérienne auprès des Nations unies à partir de 1958.

## Biographie

### Enfance et débuts
Lahouari Godih, né le 29 avril 1929 à Oran, plus précisément à haï M'dina Jdida, en Algérie, il est le beau-frère de Hadj Debbi Lakbad l'ex-membre du directoire et du comité directeur du Mouloudia d'Oran décédé en 2004.
Lahouari a connu une enfance marquée par la perte précoce de ses parents, le laissant orphelin dès son jeune âge. C'est sa grand-mère qui l'a élevé par la suite. Dès l'âge de 10 ans, il s'est lancé dans le travail après la mort de sa mère par la fièvre typhoïde en devenant cordonnier.
Lahouari a commencé à travailler, à la suite du décès de sa mère des suites de la fièvre typhoïde. Il a occupé divers emplois tels que surveillant, porteur au marché d'Oran et cordonnier. Entre 1942 et 1945, pendant la Seconde Guerre mondiale, ses visites dans les bases américaines ont façonné son destin. C'est là que les soldats américains lui ont enseigné les rudiments de la boxe et lui ont donné l'envie de se lancer dans cette aventure. L'entraîneur François Constantin lui a ouvert la voie en l'opposant à des boxeurs amateurs lors de combats organisés pour le compte de l'armée américaine.
À l'âge de 13 ans, Lahouari a attiré l'attention de François Ibanez, un manager oranais, qui l'a orienté vers les arènes de la victoire. Il a rapidement montré des talents prometteurs et, à 16 ans, il décroche sa première victoire, il empocha alors 6 francs, car pour lui, la boxe était avant tout un moyen de se libérer de la misère et de la pauvreté. Quand la faim se fait ressentir.
À 16 ans, il décroche sa première victoire, il empocha alors 6 francs, car pour lui, la boxe était avant tout un moyen de se libérer de la misère et de la pauvreté. Quand la faim se fait ressentir. Il devient alors un grand espoir de la boxe africaine. En tant que champion d'Oranie, d'Algérie et d'Afrique du Nord, ainsi que finaliste au championnat de France, il est considéré comme une "Terreur du ring", le titre attribué aux meilleurs boxeurs oranais.
À 17 ans, avec un poids de 54 kilos, il a atteint la finale du championnat d'Oranie, suscitant de grandes attentes dans le monde de la boxe africaine.

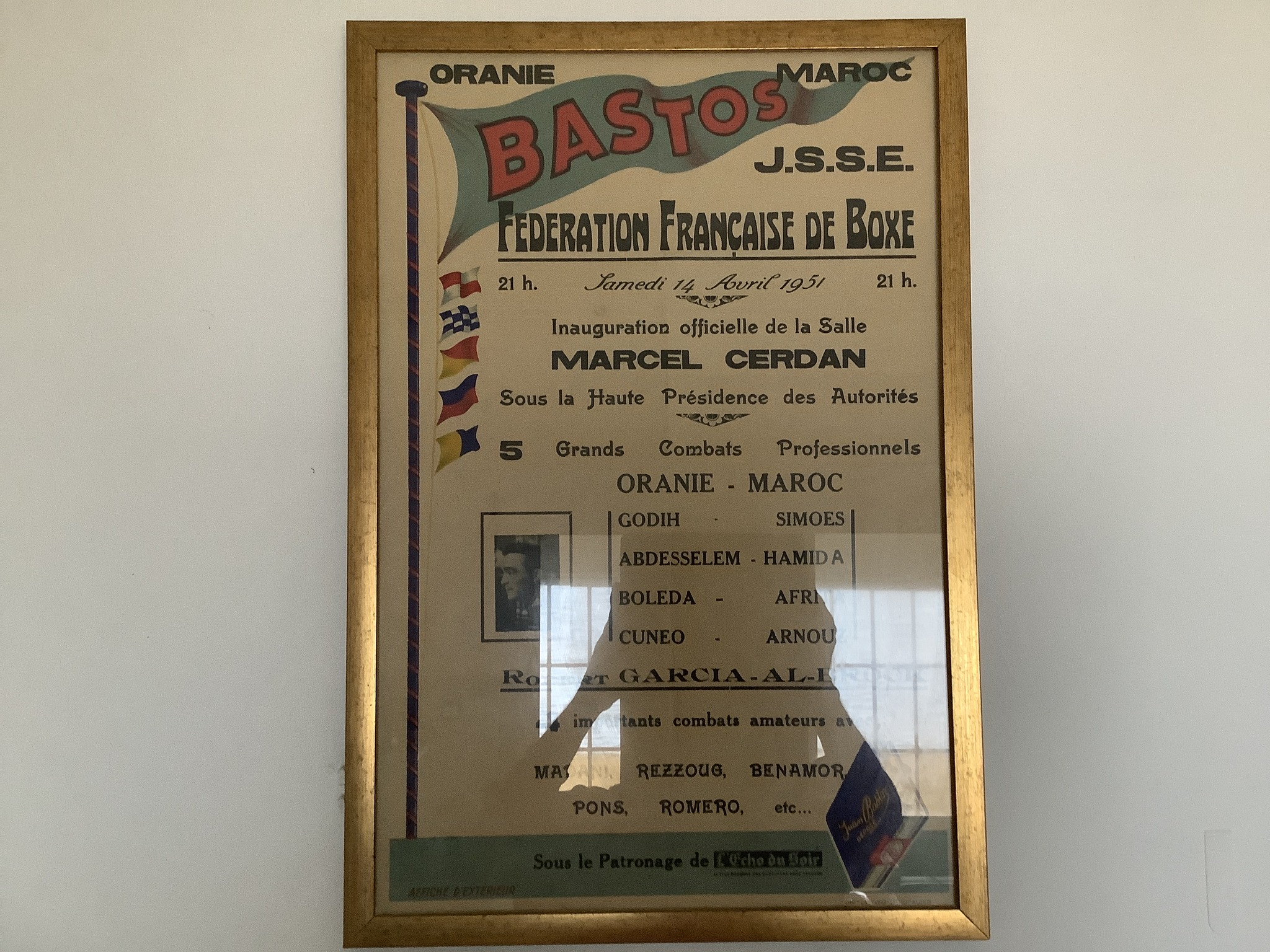
Bastos Oranie 1951 avec la participation de Lahouari Godih.

Entre 1946 et 1950, Lahouari Godih a accumulé un total de 55 victoires dans des combats variés. Cependant, c'est en décembre 1950, âgé de 21 ans, qu'il a véritablement captivé l'attention d'une foule considérable aux Nouvelles arènes d'Oran. Cet événement marquant a eu lieu lors d'un tournoi organisé en hommage au boxeur français né en Algérie et décédé en 1949 Marcel Cerdan. Cette performance a permis à Lahouari de se distinguer et de se faire remarquer dans les cercles de la boxe, consolidant ainsi sa renommée grandissante.

### Parcours professionnel
En 1951, il prend le bateau pour Marseille, puis se rend à Paris où son séjour ne passe pas inaperçu. C'est dans la salle Wagram à Paris qu'il devint champion de France des poids "légers" après un combat entre deux amis d'enfance d'Oran, Hocine Khalfi et Laouari Godih. Au cours de son séjour à Paris, il a disputé 27 combats et remporté 27 victoires.  
En 1958  Lahouari s'installer définitivement aux États-Unis. Là-bas, il fait ses preuves sur le prestigieux ring du Madison Square Garden à New York, participant à une quinzaine de combats.
Au cours de sa carrière, Lahouari Godih dispute un total de 120 combats professionnels entre 1951 et 1962. Il parcourt ainsi le globe, combattant en Afrique, en Australie et en Europe, de villes emblématiques comme Abidjan, Londres, Casablanca, Copenhague, Glasgow, Rome, Istanbul, Brisbane et Sydney.
Musulman pratiquant, Lahouari Godih ne fume pas de tabac, ne boit pas d'alcool et observe le jeûne (saoum) deux fois par semaine. Sa vie est marquée par une discipline  qui l'a aidé à rester fidèle à ses racines tout au long de son demi-siècle de vie américaine.
Son dernier combat était le 6 janvier 1962 face à Les McFaddin au Madison Square Garden à New York.

### Parcours Politique
En 1956, il a rejoint l'organisation civile du Front de libération nationale et s'est engagé dans de nombreuses missions contre le colonisateur français. Cependant, il a été arrêté et condamné à la peine de mort, et il est resté en prison jusqu'à l'indépendance de l'Algérie en 1962.
Feu Godih Lahouari a été membre de la première mission du Front de libération nationale (FLN) auprès des Nations unies, dirigée à l'époque par Hocine Ait Ahmed, Mohamed Yazid et Abdelkader Chanderli.
Il était aussi un Bodyguard à New York.
À l'âge de 33 ans, Lahouari prend la décision de mettre un terme à sa carrière de boxeur en 1962. Il se tourne alors vers une nouvelle mission en tant que représentant de l'Algérie aux Nations unies. Cela lui permet de rencontrer presque tous les chefs d'État algériens, y compris Abdelaziz Bouteflika, avec qui il entretient une amitié qui perdurera même lorsque Bouteflika accède à la présidence du pays en 1999.

## Hommage
Le 9 juillet 2009, Godih était invité d'honneur au musée du Moudjahid de la wilaya d'Oran, à l'initiative conjointe avec la Direction de la jeunesse et des sports d'Oran. Une exposition de photos et d'affiches retraçant la carrière du champion a offert aux visiteurs une vision plus détaillée de l'ampleur de ce boxeur.

## Décès
Lahouari Godih est décédé le 27 mai 2023 à New York, à l'âge de 94 ans. Durant sa visite de travail à New York, le ministre des Affaires étrangères et de la Communauté nationale à l'étranger, Ahmed Attaf, a assisté à la cérémonie d'hommage au défunt Godih.
Le corps de Lahouari Godih a été rapatrié le 1er juin 2023, en provenance de l'Aéroport international de New York - John-F.-Kennedy et arrivé à l'Aéroport international d'Oran - Ahmed Ben Bella  le même jour. Les funérailles ont eu lieu au cimetière de Aïn El Beida à Oran, le jour suivant, après la Prière du vendredi.